# 10時奥さまプラーザ
『10時奥さまプラーザ』（じゅうじおくさまプラーザ）は、テレビ東京ほかで放送された生活情報番組。テレビ東京では1997年9月29日から1998年9月25日まで、毎週月曜 - 金曜 10:00 - 11:30 (JST) に放送されていたが、一部の系列局は10:55で飛び降りていた。

## 出演者

### 司会
- 松尾貴史 - 後継番組の『素敵にワイド!ほっと10』にも出演。
- 八塩圭子 - 後継番組の『素敵にワイド!ほっと10』にも出演。

### リポーター
- 池谷亨
- 梅津智史
- 斉藤一也
- 島田弘久
- 日高充

## 放送局
特筆の無い限り全て同時ネット。
- テレビ東京（制作局）
- テレビ北海道（10:55で飛び降り）[1]